# Карл Фердинанд фон Валдщайн
Карл Фердинанд Максимилиан фон Валдщайн (на немски: Karl Ferdinand Maximilian von Waldstein; * 3 август 1634, Виена; † 9 април 1702) е граф от род Валдщайн, господар на Вартенберг в Бохемия, главен кемерер, императорски и кралски дипломат, посланик в Лондон, Варшава и Париж. Роднина е на военачалника Албрехт фон Валенщайн (1583 – 1634).

## Живот
Той е вторият син на дипломата и императорския фелдмаршал граф Максимилиан фон Валдщайн (1600 – 1655) и първата му съпруга Катарина Барбара фон Харах (1599 -1640), дъщеря на влиятелния граф Карл фон Харах (1570 – 1628) и фрайин Мария Елизабет фон Шратенбах (1573 – 1653). Брат е на Фердинанд Ернст фон Валдщайн († 1657). Полубрат е на Йохан Фридрих фон Валдщайн (1644 – 1694), архиепископ на Прага (1675 – 1694).
След следването и пътуванията му Карл Фердинанд става през 1654 г. кемерер на император Фердинанд III, след това имперски дворцов съветник и накрая оберщталмайстер на вдовицата императрица Елеонора Магдалена Гонзага от Мантуа. След нейната смърт през 1686 г. той става главен дворцов майстер на управляващата императрица Елеонора Магдалена фон Пфалц-Нойбург и също таен съветник и конференц-съветник.
През 1677 г. императорът Леополд I го изпраща като пратеник в Англия (до 1679), на 1 февруари 1683 г. е неговата най-важна мисия в Полша. В Полша той се възползва от неразбирателството между полската кралица Мария Кажимера д'Аркен против Луи XIV за завършване на договора за съюз с крал Ян III Собиески против турците. Кралят дава 40 000 мъже против турците, договор, който става важен през втората турска обсада на Виена през 1683 г.
Карл Фердинанд се връща обратно във Виена и последва починалия главен кемерер княз Гундакер фон Дитрихщайн (1623 – 1690). Той остава на тази служба до смъртта си през 1702 г. През 1675 г. Карл Фердинанд фон Валдщайн става рицар на Хабсбургския Орден на Златното руно (Нр. 493), към това в негова чест е излят и един медал.
Карл Фердинанд фон Валдщайн умира на 9 април 1702 г. на 67 години. Погребан е в Августинската църква, Виена.

## Фамилия
Карл Фердинанд фон Валдщайн се жени на 29 януари 1660 г. за първата си братовчедка Мария Елизабет фон Харах (* 2 септември 1637; † 22 май 1710, Виена), дъщеря на чичо му граф Ото Фридрих фон Харах-Рорау (1610 – 1639) и Лавиния Мария Текла Гонзага (1607 – 1639). Те имат един син:
- Карл Ернст фон Валдщайн, господар фон Вартенберг (* 4 май 1661, Виена; † 7 януари 1713, Виена), 	1698 г. рицар на Ордена на Златното руно, женен на 14 юли 1686 г. във Виена за Мария Терезия фон Лозенщайн (* 21 декември 1666, Виена; † 20 юни 1729, Виена), дъщеря на граф Франц Адам фон Лозенщайн (1631 – 1666) и Мария Терезия фон Херберщайн (1641 – 1682), сестра на граф Йохан Максимилиан II фон Херберщайн († 1679), ландесхауптман на Каринтия и Щирия; имат 5 деца